# حزقيال باوتيستا أغيري
حزقيال باوتيستا أغيري (بالإسبانية: Juan Bautista Aguirre)‏ هو شاعر مكسيكي، ولد في 11 أبريل 1725 في Daule Canton ‏ في الإكوادور، وتوفي في 15 يونيو 1786 في تيفولي في إيطاليا.